# Kostel Nanebevzetí Panny Marie (Brno-Zábrdovice)
Barokní římskokatolický kostel Nanebevzetí Panny Marie se nachází ve východní části Zábrdovic, náležející k brněnské městské části Brno-Židenice. Je situován poblíž břehu řeky Svitavy na křižovatce ulic Lazaretní a Zábrdovická.
Byl postaven v letech 1661 až 1668 podle projektu Giovanniho Pietra Tencally jako součást premonstrátského zábrdovického kláštera. Stavba byla realizována na základech románskogotického kostela dostavěného 1283 a zničeného nebo poničeného za švédského obléhání Brna 1645. Barokní věže stojí mimo půdorys původního kostela, protože využívají vlastní základové dřevěné konstrukce z olší a dubu. V polovině 18. století k němu byla z jižní strany přistavěna polygonální kaple Panny Marie Čenstochovské. Celý areál kláštera, včetně kostela, je chráněn jako kulturní památka České republiky.
Klášter založený již počátkem 13. století byl zrušen za vlády Josefa II. a přeměněn na vojenskou nemocnici.

## Vnitřní výzdoba
Pozdně barokní až klasicistní interiér byl navržen a vybaven v letech 1781–1782 a 1787 zavedenou brněnského dílnou sochaře Ondřeje Schweigla. Ten tak navázal na starší práci svého otce Antonína Schweigla v Mariánské kapli. Na malířské výzdobě se podíleli přední rakouští umělci, jako byl Franz Anton Maulbertsch, jeho vyučenec Josef Winterhalder mladší a také Martin Johann Schmidt zvaný Kremserschmidt.

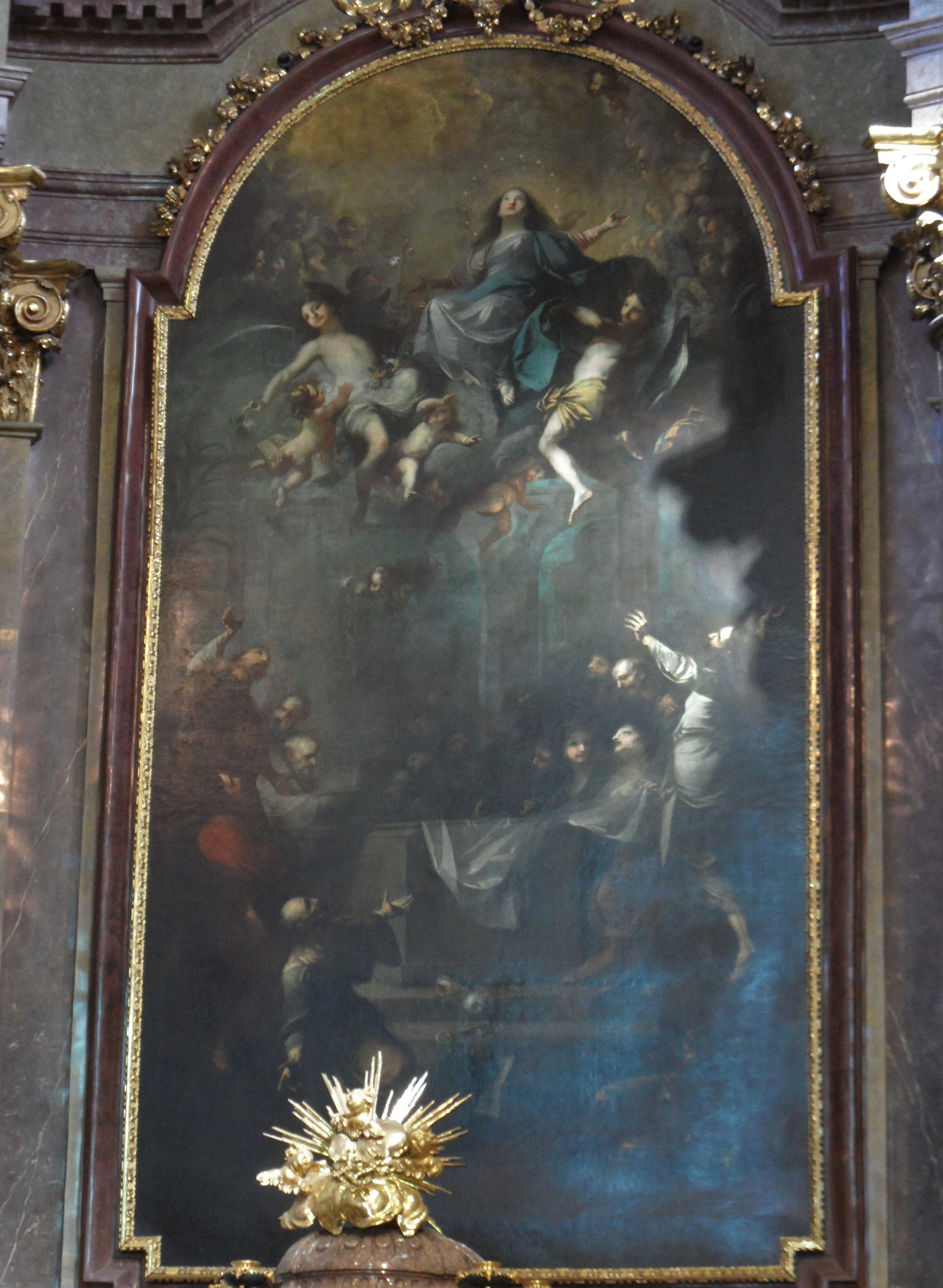
Obraz Nanebevzetí P. Marie od Franze A. Maulbertsche na hlavním oltáři (1782)

Hlavnímu sloupovému oltáři z růžového umělého mramoru vévodí obraz Nanebevzetí Panny Marie od Franze A. Maulbertsche z roku 1782. Na předsazeném zlaceném tabernáklu se nachází Malá Kalvárie, která je doprovázena adorujícími anděly. Po stranách oltáře jsou na vysokých volutových podstavcích bílá štuková sousoší sv. Norberta a na opačné straně sv. Augustina, oba světce doprovází andílci nesoucí odznaky opatského úřadu – berle a mitry. Vysoko na severní a jižní zdi se nachází dvojice štukových reliéfů znázorňující starozákonní výjevy – Betsabé přimlouvající se u krále Šalamouna a Ester prosící krále Achašvera za zachování izraelského národa, oba jsou opatřeny polychromií, aby vypadaly jako bronzové. Výzdobu presbytáře doplňují čtveřice oratoří, které jsou společně s reliéfy nahoře korunovány štukovými andílky. Po stranách stojí dlouhé chórové lavice ze 70. let 18. století.
Na rozhraní presbytáře a lodi se nachází kazatelna se štukovou personifikací Církve s kalichem a křížem na stříšce. V protějším rohu je kenotaf zakladatele kláštera Lva z Klobouk ve tvaru zastřešené epitafní desky se štukovým závěsem, vojenskými odznaky a personifikací Fámy na vrcholu.
V lodi se nachází čtveřice téměř reliéfně pojatých oltářů z umělého mramoru. Pro první dvojici oltářů u presbytáře byly pořízeny obrazy Martina J. Schmidta (1782) a sochy O. Schweigla. Na prvním oltáři visí obraz sv. Augustina vyvracející bludaře a stojí sochy sv. Řehoře a sv. Ambrože a na druhém oltáři obraz sv. Norberta přijímajícího nejsvětější svátost a sochy blah. Viléma Eiselina a blah. Bertolda. Na predelách jsou obrazy Božského Srdce Páně a Neposkvrněné Srdce Panny Marie. Druhá dvojice oltářů sv. Barbory a sv. Josefa byla opatřena obrazy Ferdinanda Lichta (1820). Znázorňují Stětí sv. Barbory a sv. Josefa vedoucího malého Ježíška. Na predelách jsou Lichtovy obrazy sv. Leopolda a sv. Emericha. Sochy na těchto dvou oltářích pocházejí ze zámecké kaple v Šebetově. Na oltáři sv. Barbory jsou sochy sv. Anežky a sv. Apolonie a na oltáři sv. Josefa sochy blah.(sv.) Heřmana Josefa a blah.(sv.) Bohumíra. Uprostřed lodi jsou v nikách kaple sv. Jáchyma a sv. Anny. Oba mají obrazy od Josefa Winterhaldera ml. z roku 1782 na téma Vyučování Panny Marie a Zjevení sv. Jáchymovi.
Polygonální kapli Panny Marie Čenstochovské přistavěnou k jižní stěně kostela podle návrhu Mořice Grimma vybavil kolem roku 1753 oltářem Antonín Schweigl. Po stranách oltáře s kopií milostného obrazu stojí dřevěné sochy sv. Jáchyma a sv. Anny, které doprovází několik andělů. Na klenbě byla vymalována (dnes již značně nečitelná) freska Oslava Panny Marie na nebesích od Jana Jiřího Etgense. Na stěnách jsou v kartuších výjevy Zvěstování a Navštívení P. Marie, Narození Páně a Klanění pastýřů, Dále se zde nachází křtitelnice s drobným sousoším Křtu Krista.
V místech pod oběma západními věžemi vznikl prostor pro drobné kaple. Severní kaple Jatého Spasitele vyplňuje oltář se sochou Krista u kůlu adorovaný dvojicí zlacených andělů od A. Schweigla. Na východní stěně kaple se nachází reliéf Snímání z kříže ze 17. století. Na klenbě je vyvedena freska Kristova kříže a roušky sv. Veroniky nesených andílky, pravděpodobně od Jana J. Etgense. Jižní pohřební kapli Waldorfů (P. Marie Lurdské) vévodí rozvilinový epitaf Gottfrieda Waldorfa (†1687) a jeho manželky Jany Františky z Merseburgu (†1672), jejichž náhrobník je zasazen v dlažbě nad rodovou hrobkou.
Celou plochu klenby kostela zabírá rokoková fresková výmalba od Josefa Winterhaldera ml., kterou rámují dekorativní členící prvky technikou en grisaille od Josefa Pichlera. V presbytáři se nachází freska s tématem Panny Marie Vítězné s Patriarchy a uctívanými svatými a v lodi freska Krista a devět kůrů andělských očekávajících Pannu Marii na trůnu. Pod kruchtou jsou v kruhovém medailonu vyvedeni andílci s atributy Víry, Naděje a Lásky a nad kůrem Panna Marie jako vítězka nad neřestmi, která je ale značně přemalovaná. Návrh výzdoby byl předložen opatovi roku 1781 a práce trvaly od roku 1782 do 1784.

### Program záchrany architektonického dědictví
V rámci Programu záchrany architektonického dědictví bylo v letech 1995–2014 na opravu kostela čerpáno 8 320 000 Kč.
| rok    | 2006  | 2007  | 2008  | 2009 | 2010 | 2011 | 2012 | 2013 | 2014 |
| ------ | ----- | ----- | ----- | ---- | ---- | ---- | ---- | ---- | ---- |
| částka | 1 110 | 1 400 | 1 950 | 800  | 500  | 630  | 510  | 570  | 850  |